# Colin Firth
Colin Andrew Firth (n. 10 septembrie 1960) este un actor britanic, laureat în 2011 al Premiului Oscar pentru cel mai bun actor în filmul The King's Speech. Cu același personaj istoric (regele George al VI-lea al Marii Britanii) a convins specialiștii industriei cinematografice din Anglia și Statele Unite să îl onoreze cu Premiul Bafta și cu Globul de aur (Golden Globe) pentru cel mai bun actor al anului 2011.
Fiu de intelectuali, Firth s-a născut în Anglia în Hampshire, pe 10 septembrie 1960. O parte din copilărie și-a petrecut-o în Nigeria alături de bunicii săi misionari, însă se întoarce la școală în țara sa de origine și, mai târziu, urmează cursurile de la Drama Centre în Chalk Farm.
La scurt timp avea să joace Hamlet într-o producție școlară, în timpul ultimilor ani, iar mai apoi avea să joace pe scenele londoneze debutând în producția lui Julian Mitchell, Another Country din West End, cartier londonez recunoscut pentru "densitatea teatrală" unică pe plan mondial. Alături de Rupert Everett, Firth îl joacă pe Tommy Judd, un personaj descins din povestea spionului Donald Maclean (Everett a jucat Guy Bennett, spionul din viața reală Guy Burgess). Mai târziu avea să joace același rol în versiunea filmului în 1984, din nou alături de Everett.
Deși identificat în Brit Pack-ul de noi actori britanici în frunte cu Gary Oldman,. ascensiunea sa în lumea filmului holywoodian a fost mai înceată decât a conaționalilor săi. A fost abia atunci când l-a întruchipat pe Mrs. Darcy în Mândrie și prejudecată, adaptarea cinematografică a romanului lui Jane Austen, în 1995, show difuzat și în SUA, când a devenit un nume.

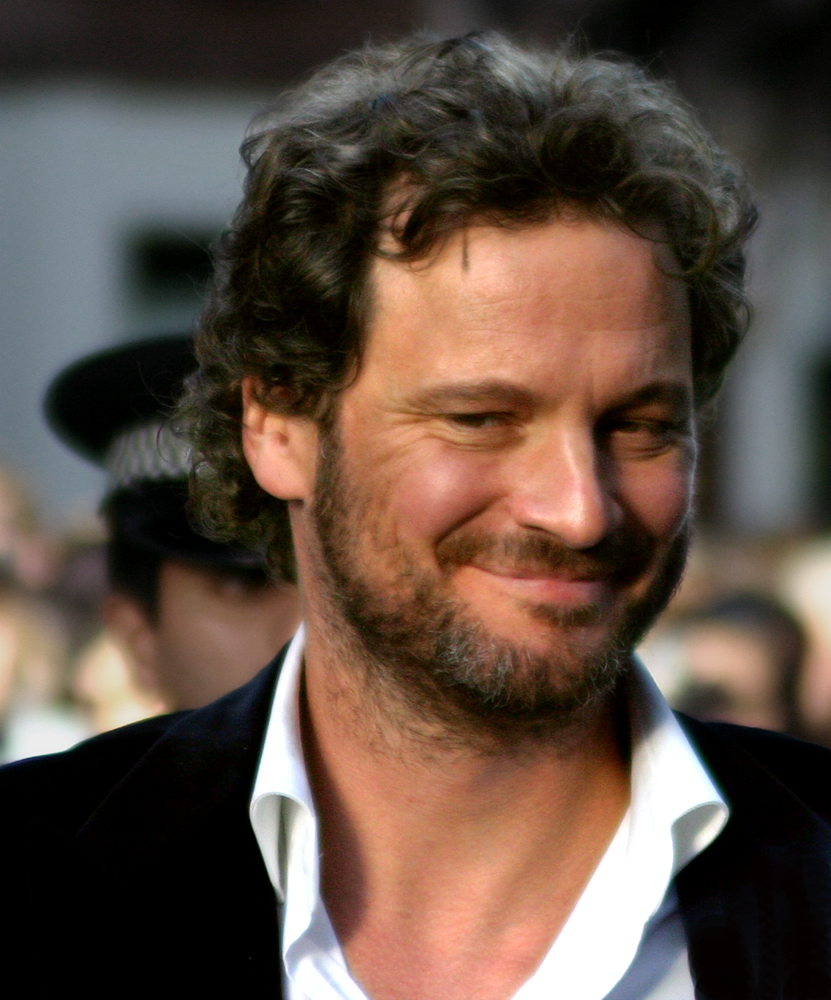
Colin Firth

Din 1999, a jucat în două filme diferite: My Life So Far, o poveste despre problemele familiale în Scottish Highlands, și Fever Pitch, inițial realizat în U.K. în 1997, în care Firth interpretează rolul unui nebun englez, suporter al fotbalului, forțat să aleagă între dragostea sa pentru fotbal și femeia din viața sa.
În 2003, a interpretat în filmul Pur și simplu dragoste rolul lui Jamie, un scriitor englez care se îndrăgostește de menajera sa portugheză Aurélia (Lúcia Moniz).

## Filmografie
- Pacientul englez (1996)
- Shakespeare îndrăgostit (1998)
- Blackadder: Back & Forth (1999)
- Fata cu cercel de perlă (2003)
- Pur și simplu dragoste (2003)
- O poveste de Crăciun (2009)
- Dorian Gray (2009)
- Discursul regelui (2010)
- Kingsman: Serviciul secret (2015)
- Kingsman: Cercul de Aur (2017)
- 1917: Speranță și moarte (2019)

## Teatru
| An   | Titlu                 | Rol           | Note |
| ---- | --------------------- | ------------- | ---- |
| 1983 | Another Country       | Guy Bennett   |      |
| 1984 | The Doctor's Dilemma  | Louis Dubedat |      |
| 1985 | The Lonely Road       | Felix         |      |
| 1987 | Desire Under the Elms | Eben          |      |
| 1991 | The Caretaker         | Aston         |      |
| 1993 | Chatsky               | Chatsky       |      |
| 1999 | Three Days of Rain    | Walker/Ned    |      |

## Premii
| An   | Premiu                                                                                  |
| ---- | --------------------------------------------------------------------------------------- |
| 1998 | Screen Actors Guild Award for Outstanding Performance by a Cast in a Motion Picture     |
| 2009 | BAFTA Award for Best Actor in a Leading Role                                            |
| 2010 | Academy Award for Best Actor                                                            |
| 2010 | BAFTA Award for Best Actor in a Leading Role                                            |
| 2010 | Golden Globe Award for Best Actor – Motion Picture Drama                                |
| 2010 | Screen Actors Guild Award for Outstanding Performance by a Male Actor in a Leading Role |
| 2010 | Screen Actors Guild Award for Outstanding Performance by a Cast in a Motion Picture     |